# Jeff Strasser
Jeff Strasser (Luxemburgo, 5 de Outubro de 1974) é um treinador e ex-futebolista luxemburguês que atuava como zagueiro. Atualmente, dirige o Kaiserslautern.
Um dos poucos futebolistas de Luxemburgo a ser bem sucedido fora do país, Strasser foi eleito duas vezes o atleta luxemburguês do ano (1999 e 2001).

## Carreira
Sua carreira teve inicio nas categorias de base do extinto Union Luxembourg. Apenas uma temporada após chegar as categorias de base do clube local, deixou o mesmo e seguiu para o pequeno clube do futebol francês Metz. Neste, esteve presente nas campanhas que culminaram no título e vice-campeonato da Copa da Liga Francesa em 1996 (nesta, esteve fora da final) e 1999, respectivamente.
As sete temporadas seguintes à final de 1999, passou no futebol alemão. As três primeiras foram no Kaiserslautern, clube que havia surpreendido duas temporadas antes após o título alemão na temporada seguinte ao seu retorno da segunda divisão. No entanto, apesar das boas campanhas do clube nas três temporadas em que Strasser esteve presente (quinto, oitavo e sétimo colocado no campeonato, respectivamente), não conseguiu nenhum título. Deixou o clube após 106 partidas e nove gols.
Seu clube seguinte na Alemanha foi o Borussia Mönchengladbach, onde permaneceu suas outras quatro temporadas de futebol alemão. Ao contrário de sua passagem pelo Kaiserslautern, o Borussia não fez boas campanhas durante sua estadia. A melhor colocação obtida pelo clube foi uma décima posição, na última temporada de Strasser no clube. Após essa, deixou o clube e retornou ao futebol francês, acertando com o Strasbourg. Ao todo, disputou 129 partidas e marcou três tentos.
Sua passagem pelo novo clube durou apenas uma temporada, participando da campanha que garantiu o retorno à Ligue 1, após obter a terceira posição. Na campanha, esteve presente em 26 partidas, marcando em um partida. O título da segunda divisão havia ficado com seu antigo clube, o Metz. E para este, seguiu após deixar o Strasbourg.
Em sua primeira temporada após seu retorno ao clube, sofreu com lesões durante o campeonato, terminando o mesmo com apenas dezessete partidas. Para sua infelicidade, o Metz terminou o campeonato em último, sendo rebaixado. Ironicamente, o Strasbourg também, na posição anterior. Apesar do rebaixamento, permaneceu, participando de mais 22 partidas pelo clube.
Mesmo tendo a intenção de se aposentar, assinou um contrato de duas temporadas com o Fola Esch, clube de seu país natal. No entanto, sua passagem durou apenas 17 dias e duas partidas, deixando o mesmo e assinando um contrato de uma temporada com o suíço Grasshopper.  Porém, pouco atuou em sua passagem - apenas 9 partidas.
Após deixar o Grasshopper, anunciou sua aposentadoria[carece de fontes?] e aceitou uma proposta para se tornar treinador das categorias de base do Fola Esch. Ainda chegou a disputar uma última partida pelo Fola antes de sua "promoção", recebendo oportunidade para se tornar o treinador da equipe principal do clube. Exerceu o cargo até 2017, quando voltou ao Kaiserslautern para a disputa da segunda divisão alemã, substituindo Norbert Meier (Manfred Paula comandou o clube interinamente).[carece de fontes?]

## Seleção Luxemburguesa
Pela seleção luxemburguesa, Strasser fez sua estreia diante a Grécia, em outubro de 1993, partida disputada pelas eliminatórias da Copa de 1994.[carece de fontes?] Nas eliminatórias, apesar de os Leões vermelhos nunca terem se classificado para a fase final do torneio, Strasser disputou vinte e nove partidas, das 96 pela seleção (marcando sete gols), tornando-se o jogador com mais participações pela seleção, ultrapassando o também zagueiro Carlo Weis.[carece de fontes?]